# 黄亮橐吾
黄亮橐吾（学名：Ligularia caloxantha）为菊科橐吾属的植物，是中国的特有植物。分布在中国大陆的云南等地，生长于海拔1,600米至3,800米的地区，常生于水边、草坡和山顶草地，目前尚未由人工引种栽培。